# Cheval avec bride
Le Cheval avec bride, en anglais Horse with Bridle, est une sculpture en bronze crée en 1999 par l'artiste colombien Fernando Botero. 
En 2012, cette œuvre d'art est vendue aux enchères 938 000 $.